# Comuna Noroccidental (Neiva)
Denominada Comuna Noroccidental o Uno de la ciudad de Neiva. La Comuna 1 está localizada al noroccidente del área urbana sobre la margen derecha del Río Magdalena, entre las cuencas del Río Las Ceibas y la Quebrada Mampuesto. Limita al norte con la Comuna 9; al oriente con la Comuna 2; al sur con la Comuna 3; y al occidente con el Municipio de Palermo. La Comuna 1 hace parte de la UPZ Las Ceibas.

## Límites
Partiendo del puente Misael Pastrana Borrero de la Carrera 2 con el Río Las Ceibas se sigue aguas abajo hasta su desembocadura, se continúa por el Río Magdalena margen derecha aguas abajo hasta la proyección del eje de la calle 74 y de ahí se sigue en sentido oriental hasta encontrar la calle 75, continuando por ésta hasta la intersección con la línea férrea, se sigue por esta vía en sentido sur hasta la intersección de la carrera 5 con calle 61, de ahí se sigue en sentido este hasta la carrera 2 con calle 58 y de ahí s

## Demografía
Población Total: 46.179 habitantes 
- Hombres: 21.770 (48%)
- Mujeres: 24.407 (53%)

N.º De viviendas: 9.169

## Infraestructura

### Centro Educativos
- Básica Primaria: I. E. Mauricio Sánchez G. Sede Cándido INEM, Colegio San Bernardo, Colegio San Miguel Arcángel (policía), I. E. Contraloría Gral. de la República, I. E. Colomboandino.
- Básica Secundaria: INEM Julián Motta Salas, Liceo Santa Librada, Claretiano Jornada Mañana y Jornada tarde, Promoción social, Colegio San Miguel Arcángel del Bienestar Social de la Policía Nacional.
- Instituciones de Educación Superior: Universidad  Surcolombiana, CUN, Universidad del Tolima.

### Acceso Vial
- Cra 1, Cra 2, Avenida 26, Avenida 64, Avenida 6W, Trasv. 9AW, Vía a Palermo, Cra. 10AW, Intercambiador Vial el Tizón.

### Economía
- Comercio: Bares, Almacenes de ropa, Restaurantes, Arriendos, Papelerías, Café internet, Salas de belleza, Centro Comercial Único Outlet Neiva.

- Industria: Coca-Cola, Licorera del Huila.

### Salud
Sede de Urgencias de SaludCoop, Puesto de Salud del norte de la E.S.E. Carmen Emilia Ospina. (no se presta servicio de consulta externa). 
Otras instituciones: Hogares Claret, Alcohólicos Anónimos, Ancianato “El Paraíso de los Abuelos”. 

### Medio Ambiente
Corporación Autónoma del Alto Magdalena CAM

### Seguridad
CAI Santa Inés.

## Barrios

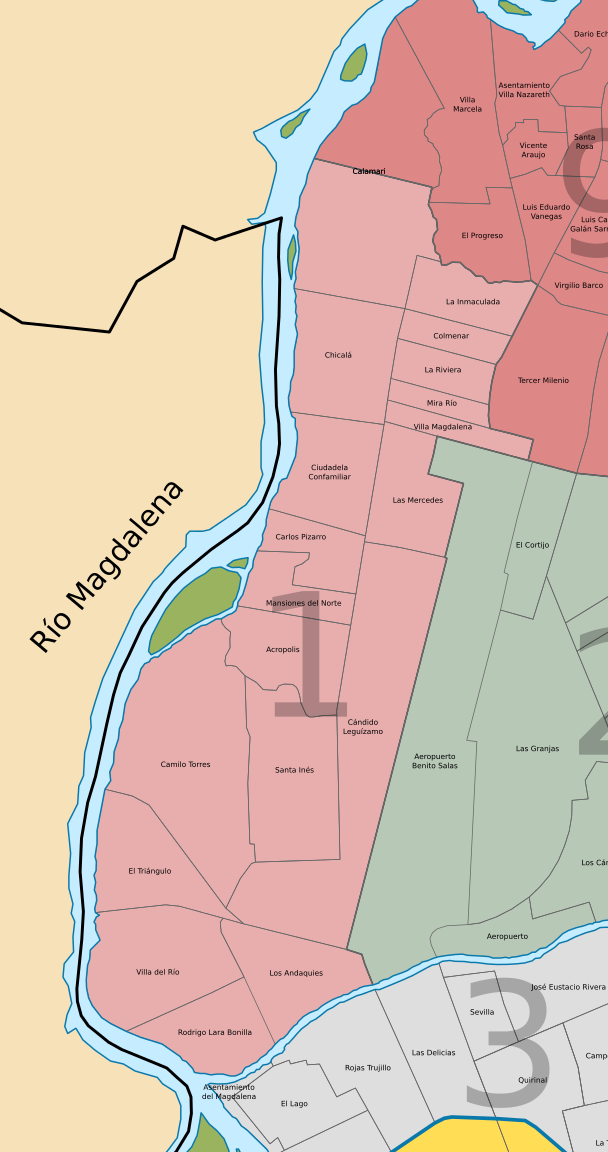
Comuna Noroccidental, división barrial.

La comuna 1 noroccidental se divide en 19 barrios:
| Barrio                    | Sectores y/o Urbanizaciones   |
| ------------------------- | ----------------------------- |
| Acrópolis                 | Acrópolis                     |
| Acrópolis                 | Conjunto Cerrado Acrópolis    |
| Acrópolis                 | Conjunto Multifamiliar        |
| Acrópolis                 | El Portal de San Felipe       |
| Acrópolis                 | San Silvestre                 |
| Calamarí                  | Calamarí                      |
| Calamarí                  | La Vorágine                   |
| Calamarí                  | Campos de Venecia             |
| Camilo Torres             | Camilo Torres                 |
| Camilo Torres             | Los Elíseos                   |
| Camilo Torres             | California                    |
| Cándido Leguízamo         | Cándido Léguízamo             |
| Carlos Pizarro León Gómez | Carlos Pizarro                |
| Chicalá                   | Chicalá                       |
| Chicalá                   | Mira Río IV Etapa             |
| Chicalá                   | Portales de Barantá           |
| Ciudadela Comfamiliar     | Ciudadela Comfamiliar         |
| Ciudadela Comfamiliar     | Torres de Ipacarai            |
| Colmenar                  | Colmenar                      |
| Colmenar                  | Pigoanza                      |
| Colmenar                  | Conarvar                      |
| Colmenar                  | Colmenar III Etapa            |
| El Triángulo              | El Triángulo                  |
| El Triángulo              | Torres de la Camila           |
| El Triángulo              | Media Luna                    |
| La Inmaculada             | La Inmaculada                 |
| La Inmaculada             | El Madrigal                   |
| La Inmaculada             | Minuto de Dios III etapa      |
| La Inmaculada             | Minuto de Dios V etapa        |
| La Riviera                | Balcones de la Riviera        |
| La Riviera                | La Fortaleza                  |
| La Riviera                | La Primavera                  |
| La Riviera                | Rivera Norte II Etapa         |
| La Riviera                | Portales de Varantá           |
| Las Mercedes              | Las Mercedes                  |
| Las Mercedes              | José Martí                    |
| Los Andaquíes             | Los Dujos                     |
| Los Andaquíes             | Conjunto Cerrado San Nicolás  |
| Los Andaquíes             | Conjunto Cerrado La Magdalena |
| Los Andaquíes             | Los Andaquíes                 |
| Mansiones del Norte       | Mansiones del Norte           |
| Mira Río                  | Mira Río I, II, III, IV       |
| Rodrigo Lara              | Rodrigo Lara                  |
| Santa Inés                | Bloques de Santa Inés         |
| Santa Inés                | Santa Inés                    |
| Villa del Río             | Villa del Río                 |
| Villa Magdalena           | Villa Magdalena I, II         |
| Villa Magdalena           | Villa María                   |
| Villa Magdalena           | Las Ferias                    |